# キャス・パン
彭羚（キャス・パン、Cass, Phang Ling、1969年2月2日 -）は、香港出身の元歌手。本名は彭映盈。血液型はA型。2002年にアルバムを出して以来、歌手活動がないため、事実上引退したと見られている。
1998年9月に林海峰（ジャン・ラム）と結婚し、2000年と2004年に子供を出産した。

## 代表曲
- Let's stay a while（デビュー作品）
- 愛過痛過亦願等
- 彷彿是初恋
- 有縁遇上
- 一世愛著你
- 三人世界
- 情難自制
- 奔向你
- 讓我跟你走
- 未完的小説
- 不許眼兒再下雨
- 小玩意（ジャン・ラムとの結婚時期の作品）
- 完全因你（映画『ピース・ホテル』主題歌）
- 囚鳥

## デュエットしたことがある歌手
- 黄偉文
- 黄耀明
- 林振強
- 林夕
- 蔡國權
- 梁翹柏